# Wereldkampioenschap voetbal 2010 (kwalificatie CONMEBOL)
Namens de Zuid-Amerikaanse bond CONMEBOL deden tien landen mee aan de kwalificatie om vier en mogelijk vijf plaatsen in de eindronde van het wereldkampioenschap voetbal 2010.

## Opzet
Alle landen speelden een gewone competitie en elk land speelt uit en thuis tegen elk ander. Elk land speelde dus 18 wedstrijden. De vier hoogst geklasseerde landen kwalificeerden zich voor de WK-eindronde. De nummer vijf speelde in een beslissingswedstrijd tegen de nummer vier van Noord- en Midden-Amerika en het Caribisch gebied (CONCACAF) om één plaats in de eindronde.

## Gekwalificeerde landen
| FIFA-lid   | Kwalificatie                       | Kwal. datum      | Aantal dln. (incl. 2010) | Dln. op rij | Eerste dln. | Laatste dln. | Titels (excl. 2010) | Beste prestatie |
| ---------- | ---------------------------------- | ---------------- | ------------------------ | ----------- | ----------- | ------------ | ------------------- | --------------- |
| Argentinië | Nummer 4 CONMEBOL                  | 14 oktober 2009  | 15e                      | 10          | 1930        | 2006         | 2                   | Winnaar         |
| Brazilië   | Nummer 1 CONMEBOL                  | 5 september 2009 | 19e                      | 19          | 1930        | 2006         | 5                   | Winnaar         |
| Chili      | Nummer 2 CONMEBOL                  | 10 oktober 2009  | 8e                       | 1           | 1930        | 1998         | 0                   | 3e plaats       |
| Paraguay   | Nummer 3 CONMEBOL                  | 9 september 2009 | 8e                       | 4           | 1930        | 2006         | 0                   | Achtste finale  |
| Uruguay    | Winnaar play-off CONMEBOL/CONCACAF | 18 november 2009 | 11e                      | 1           | 1930        | 2002         | 2                   | Winnaar         |

## Eindstand
| Nr. | Land       | GW | W  | G | V  | DV | DT | DS  | Ptn | Resultaat                                  |
| --- | ---------- | -- | -- | - | -- | -- | -- | --- | --- | ------------------------------------------ |
| 1   | Brazilië   | 18 | 9  | 7 | 2  | 33 | 11 | +22 | 34  | Gekwalificeerd voor het hoofdtoernooi.     |
| 2   | Chili      | 18 | 10 | 3 | 5  | 32 | 22 | +10 | 33  | Gekwalificeerd voor het hoofdtoernooi.     |
| 3   | Paraguay   | 18 | 10 | 3 | 5  | 24 | 16 | +8  | 33  | Gekwalificeerd voor het hoofdtoernooi.     |
| 4   | Argentinië | 18 | 8  | 4 | 6  | 23 | 20 | +3  | 28  | Gekwalificeerd voor het hoofdtoernooi.     |
| 5   | Uruguay    | 18 | 6  | 6 | 6  | 28 | 20 | +8  | 24  | Geplaatst voor intercontinentale play-off. |
| 6   | Ecuador    | 18 | 6  | 5 | 7  | 22 | 26 | –4  | 23  |                                            |
| 7   | Colombia   | 18 | 6  | 5 | 7  | 14 | 18 | –4  | 23  |                                            |
| 8   | Venezuela  | 18 | 6  | 4 | 8  | 23 | 29 | –6  | 22  |                                            |
| 9   | Bolivia    | 18 | 4  | 3 | 11 | 22 | 36 | –14 | 15  |                                            |
| 10  | Peru       | 18 | 3  | 4 | 11 | 11 | 34 | –23 | 13  |                                            |

## Wedstrijden

### Speelronde 1 tot en met 4
Na het teleurstellende WK van 2006, waar Brazilië in de kwartfinale werd uitgeschakeld door Frankrijk, namen spelers als Ronaldo en Roberto Carlos afscheid van het internationale podium. Oud-international Dunga werd de nieuwe bondscoach, zijn eerste succes was het winnen van het Zuid-Amerikaanse kampioenschap na een 3-0 zege op Argentinië. In de kwalificatiereeks begon Brazilië met een wat gelukkig gelijkspel tegen Colombia. Na een duidelijke 5-0 overwinning op Ecuador werd er gelijk gespeeld tegen Peru en met 2-1 gewonnen van Uruguay, waarbij de nieuwe aanvalsleider Luís Fabiano beide treffers scoorde.
Bij Argentinië werd de op het WK sporadisch ingebrachte Lionel Messi basisspeler van het Argentijnse team. Argentinië begon met drie overwinningen (en vier treffers van de naar Boca Juniors teruggekeerde Juan Román Riquelme), maar verloor de vierde wedstrijd met 2-1 van Colombia, waarbij aanvaller Carlos Tévez snel uit het veld werd gestuurd. Na vier wedstrijden stond Paraguay bovenaan met tien punten uit vier wedstrijden, het begon de cyclus met een gelijkspel met tegen Peru, maar won daarna drie keer achter elkaar, waarbij vooral een 0-3 overwinning op Chili veel indruk maakte. De vierde deelnemer aan het laatste WK Ecuador begon de cyclus beroerd met een drie nederlagen en een doelsaldo van één doelpunt voor en elf doelpunten tegen en herstelde zich met een 5-1 zege op Peru. In de stand stond Paraguay bovenaan met tien punten, gevolgd door Argentinië met negen en Brazilië en Colombia met acht punten. 

#### Speelronde 1
|                                                  |                                                      |         |         |                                                                                  |
| 13 oktober 2007 «onderlinge duels» 16:30 (UTC−2) | Uruguay                                              | 5 – 0   | Bolivia | Estadio Centenario, Montevideo Toeschouwers: 25.200 Scheidsrechter: Rubén Selman |
| 13 oktober 2007 «onderlinge duels» 16:30 (UTC−2) | Suárez 4' Forlán 38' Abreu 48' Sánchez 67' Bueno 83' | Verslag |         | Estadio Centenario, Montevideo Toeschouwers: 25.200 Scheidsrechter: Rubén Selman |

|                                                  |                  |         |       |                                                                                 |
| 13 oktober 2007 «onderlinge duels» 17:40 (UTC−3) | Argentinië       | 2 – 0   | Chili | El Monumental, Buenos Aires Toeschouwers: 55.000 Scheidsrechter: Martin Vásquez |
| 13 oktober 2007 «onderlinge duels» 17:40 (UTC−3) | Riquelme 27' 45' | Verslag |       | El Monumental, Buenos Aires Toeschouwers: 55.000 Scheidsrechter: Martin Vásquez |

|                                                  |         |         |           |                                                                                    |
| 13 oktober 2007 «onderlinge duels» 17:50 (UTC−5) | Ecuador | 0 – 1   | Venezuela | Estadio Olímpico Atahualpa, Quito Toeschouwers: 29.644 Scheidsrechter: René Ortubé |
| 13 oktober 2007 «onderlinge duels» 17:50 (UTC−5) |         | Verslag | 68' Rey   | Estadio Olímpico Atahualpa, Quito Toeschouwers: 29.644 Scheidsrechter: René Ortubé |

|                                                  |         |       |          |                                                                                |
| 13 oktober 2007 «onderlinge duels» 20:00 (UTC−5) | Peru    | 0 – 0 | Paraguay | Estadio Monumental "U", Lima Toeschouwers: 50.000 Scheidsrechter: Carlos Simon |
| 13 oktober 2007 «onderlinge duels» 20:00 (UTC−5) | Verslag |       |          | Estadio Monumental "U", Lima Toeschouwers: 50.000 Scheidsrechter: Carlos Simon |

|                                                  |          |       |          |                                                                                |
| 14 oktober 2007 «onderlinge duels» 16:00 (UTC−5) | Colombia | 0 – 0 | Brazilië | Estadio El Campín, Bogota Toeschouwers: 41.000 Scheidsrechter: Carlos Amarilla |
| 14 oktober 2007 «onderlinge duels» 16:00 (UTC−5) | Verslag  |       |          | Estadio El Campín, Bogota Toeschouwers: 41.000 Scheidsrechter: Carlos Amarilla |

#### Speelronde 2
|                                                  |           |                                     |            |                                                                                            |
| 16 oktober 2007 «onderlinge duels» 20:40 (UTC−4) | Venezuela | 0 – 2                               | Argentinië | Estadio José Pachencho Romero, Maracaibo Toeschouwers: 10.600 Scheidsrechter: Carlos Simon |
| 16 oktober 2007 «onderlinge duels» 20:40 (UTC−4) |           | 16' Gabriel Milito 43' Lionel Messi |            | Estadio José Pachencho Romero, Maracaibo Toeschouwers: 10.600 Scheidsrechter: Carlos Simon |

|                                                  |         |       |          |                                                                                      |
| 17 oktober 2007 «onderlinge duels» 16:00 (UTC−4) | Bolivia | 0 – 0 | Colombia | Estadio Hernando Siles, La Paz Toeschouwers: 19.469 Scheidsrechter: Mauricio Reinoso |
| 17 oktober 2007 «onderlinge duels» 16:00 (UTC−4) |         |       |          | Estadio Hernando Siles, La Paz Toeschouwers: 19.469 Scheidsrechter: Mauricio Reinoso |

|                                                  |                                                              |       |         |                                                                                          |
| 17 oktober 2007 «onderlinge duels» 21:45 (UTC−2) | Brazilië                                                     | 5 – 0 | Ecuador | Estádio do Maracanã, Rio de Janeiro Toeschouwers: 87.000 Scheidsrechter: Jorge Larrionda |
| 17 oktober 2007 «onderlinge duels» 21:45 (UTC−2) | Vágner Love 18' Ronaldinho 71' Kaká 76' 84' Elano Blumer 82' |       |         | Estádio do Maracanã, Rio de Janeiro Toeschouwers: 87.000 Scheidsrechter: Jorge Larrionda |

|                                                  |                                         |       |      |                                                                            |
| 17 oktober 2007 «onderlinge duels» 19:10 (UTC−3) | Chili                                   | 2 – 0 | Peru | Estadio Nacional, Santiago Toeschouwers: 58.000 Scheidsrechter: Óscar Ruiz |
| 17 oktober 2007 «onderlinge duels» 19:10 (UTC−3) | Humberto Suazo 11' Matías Fernández 51' |       |      | Estadio Nacional, Santiago Toeschouwers: 58.000 Scheidsrechter: Óscar Ruiz |

|                                                  |                   |       |         |                                                                                             |
| 17 oktober 2007 «onderlinge duels» 18:10 (UTC−4) | Paraguay          | 1 – 0 | Uruguay | Estadio Defensores del Chaco, Asunción Toeschouwers: 23.200 Scheidsrechter: Héctor Baldassi |
| 17 oktober 2007 «onderlinge duels» 18:10 (UTC−4) | Nelson Valdez 15' |       |         | Estadio Defensores del Chaco, Asunción Toeschouwers: 23.200 Scheidsrechter: Héctor Baldassi |

#### Speelronde 3
|                                                   |                                          |       |         | |
| 17 november 2007 «onderlinge duels» 16:00 (UTC−3) | Argentinië                               | 3 – 0 | Bolivia | Estadio Monumental Antonio Vespucio Liberti, Buenos Aires Toeschouwers: 43.308 Scheidsrechter: Victor Hugo Rivera |
| 17 november 2007 «onderlinge duels» 16:00 (UTC−3) | Sergio Agüero 41' Juan Riquelme 57', 74' |       |         | Estadio Monumental Antonio Vespucio Liberti, Buenos Aires Toeschouwers: 43.308 Scheidsrechter: Victor Hugo Rivera |

|                                                   |                        |       |           |                                                                             |
| 17 november 2007 «onderlinge duels» 16:10 (UTC−5) | Colombia               | 1 – 0 | Venezuela | Estadio El Campín, Bogota Toeschouwers: 28.273 Scheidsrechter: Rubén Selman |
| 17 november 2007 «onderlinge duels» 16:10 (UTC−5) | Rubén Darío Bustos 82' |       |           | Estadio El Campín, Bogota Toeschouwers: 28.273 Scheidsrechter: Rubén Selman |

|                                                   |                                                                                          |       |                   |                                                                                         |
| 17 november 2007 «onderlinge duels» 20:10 (UTC−3) | Paraguay                                                                                 | 5 – 1 | Ecuador           | Estadio Defensores del Chaco, Asunción Toeschouwers: 25.433 Scheidsrechter: Héber Lopes |
| 17 november 2007 «onderlinge duels» 20:10 (UTC−3) | Nelson Valdez 9' Cristian Riveros 27', 88' Roque Santa Cruz 51' Roberto Fábian Ayala 83' |       | 80' Iván Kaviedes | Estadio Defensores del Chaco, Asunción Toeschouwers: 25.433 Scheidsrechter: Héber Lopes |

|                                                   |                 |       |          |                                                                                 |
| 18 november 2007 «onderlinge duels» 16:10 (UTC−5) | Peru            | 1 – 1 | Brazilië | Estadio Monumental "U", Lima Toeschouwers: 45.847 Scheidsrechter: Carlos Torres |
| 18 november 2007 «onderlinge duels» 16:10 (UTC−5) | Juan Vargas 71' |       | 40' Kaká | Estadio Monumental "U", Lima Toeschouwers: 45.847 Scheidsrechter: Carlos Torres |

|                                                   |                                     |       |                               |                                                                                     |
| 18 november 2007 «onderlinge duels» 17:00 (UTC−2) | Uruguay                             | 2 – 2 | Chili                         | Estadio Centenario, Montevideo Toeschouwers: 35.000 Scheidsrechter: Sergio Pezzotta |
| 18 november 2007 «onderlinge duels» 17:00 (UTC−2) | Luis Suárez 42' Sebastián Abreu 81' |       | 59', 70' (pen.) Marcelo Salas | Estadio Centenario, Montevideo Toeschouwers: 35.000 Scheidsrechter: Sergio Pezzotta |

#### Speelronde 4
|                                                   |                                         |       |                  |                                                                                |
| 20 november 2007 «onderlinge duels» 19:50 (UTC−5) | Colombia                                | 2 – 1 | Argentinië       | Estadio El Campín, Bogota Toeschouwers: 41.700 Scheidsrechter: Jorge Larrionda |
| 20 november 2007 «onderlinge duels» 19:50 (UTC−5) | Rubén Darío Bustos 62' Dayro Moreno 82' |       | 36' Lionel Messi | Estadio El Campín, Bogota Toeschouwers: 41.700 Scheidsrechter: Jorge Larrionda |

|                                                   |                                                                             |       |                                              | |
| 20 november 2007 «onderlinge duels» 18:40 (UTC−4) | Venezuela                                                                   | 5 – 3 | Bolivia                                      | Estadio Polideportivo de Pueblo Nuevo, San Cristóbal Toeschouwers: 18.632 Scheidsrechter: Sálvio Fagundes |
| 20 november 2007 «onderlinge duels» 18:40 (UTC−4) | Daniel Arismendi 20', 40' Alejandro Guerra 81' Giancarlo Maldonado 89', 90' |       | 19', 77' Marcelo Moreno 27' Juan Carlos Arce | Estadio Polideportivo de Pueblo Nuevo, San Cristóbal Toeschouwers: 18.632 Scheidsrechter: Sálvio Fagundes |

|                                                   |                       |       |                    |                                                                         |
| 21 november 2007 «onderlinge duels» 21:45 (UTC−2) | Brazilië              | 2 – 1 | Uruguay            | Morumbi, São Paulo Toeschouwers: 70.000 Scheidsrechter: Héctor Baldassi |
| 21 november 2007 «onderlinge duels» 21:45 (UTC−2) | Luís Fabiano 45', 64' |       | 9' Sebastián Abreu | Morumbi, São Paulo Toeschouwers: 70.000 Scheidsrechter: Héctor Baldassi |

|                                                   |       |                                                |          |                                                                            |
| 21 november 2007 «onderlinge duels» 22:30 (UTC−3) | Chili | 0 – 3                                          | Paraguay | Estadio Nacional, Santiago Toeschouwers: 52.320 Scheidsrechter: Óscar Ruiz |
| 21 november 2007 «onderlinge duels» 22:30 (UTC−3) |       | 24' Salvador Cabañas 45+1', 56' Paulo da Silva |          | Estadio Nacional, Santiago Toeschouwers: 52.320 Scheidsrechter: Óscar Ruiz |

|                                                   |                                                                |       |                    |                                                                                       |
| 21 november 2007 «onderlinge duels» 16:30 (UTC−5) | Ecuador                                                        | 5 – 1 | Peru               | Estadio Olímpico Atahualpa, Quito Toeschouwers: 28.557 Scheidsrechter: Carlos Chandía |
| 21 november 2007 «onderlinge duels» 16:30 (UTC−5) | Walter Ayoví 10', 48' Iván Kaviedes 24' Edison Méndez 44', 62' |       | 86' Andrés Mendoza | Estadio Olímpico Atahualpa, Quito Toeschouwers: 28.557 Scheidsrechter: Carlos Chandía |

### Speelronde 5 en 6
In speelronde vijf verstevigde koploper Paraguay zijn koppositie door met 2-0 van Brazilië te winnen dankzij doelpunten van  Roque Santa Cruz en Salvador Cabañas, Paraguay verloor bij een 1-0 stand een speler Dario Veron na een harde tackle op Robinho. Een paar dagen later kwam Brazilië niet verder dan een doelpuntloos gelijkspel tegen Argentinië en de druk op coach Dunga nam toe. Paraguay verloor met 4-2 van Bolivia, dat zijn eerste overwinning boekte. Paraguay bleef koploper met dertien punten, Argentinië volgde met elf punten, Colombia en Chili gedeeld derde met tien punten en Brazilië slechts vijfde met negen punten. 

#### Speelronde 5
|                                               |                        |       |                   |                                                                                 |
| 14 juni 2008 «onderlinge duels» 20:00 (UTC−5) | Peru                   | 1 – 1 | Colombia          | Estadio Monumental "U", Lima Toeschouwers: 25.000 Scheidsrechter: Carlos Torres |
| 14 juni 2008 «onderlinge duels» 20:00 (UTC−5) | Juan Carlos Mariño 40' |       | 8' Hugo Rodallega | Estadio Monumental "U", Lima Toeschouwers: 25.000 Scheidsrechter: Carlos Torres |

|                                               |                  |       |                   |                                                                                      |
| 14 juni 2008 «onderlinge duels» 16:00 (UTC−3) | Uruguay          | 1 – 1 | Venezuela         | Estadio Centenario, Montevideo Toeschouwers: 41.831 Scheidsrechter: Alfredo Intriago |
| 14 juni 2008 «onderlinge duels» 16:00 (UTC−3) | Diego Lugano 12' |       | 55' Ronald Vargas | Estadio Centenario, Montevideo Toeschouwers: 41.831 Scheidsrechter: Alfredo Intriago |

|                                               |                     |       |                      | |
| 15 juni 2008 «onderlinge duels» 18:10 (UTC−3) | Argentinië          | 1 – 1 | Ecuador              | Estadio Monumental Antonio Vespucio Liberti, Buenos Aires Toeschouwers: 41.167 Scheidsrechter: René Ortubé |
| 15 juni 2008 «onderlinge duels» 18:10 (UTC−3) | Rodrigo Palacio 89' |       | 69' Patricio Urrutia | Estadio Monumental Antonio Vespucio Liberti, Buenos Aires Toeschouwers: 41.167 Scheidsrechter: René Ortubé |

|                                               |         |                     |       |                                                                                        |
| 15 juni 2008 «onderlinge duels» 19:30 (UTC−4) | Bolivia | 0 – 2               | Chili | Estadio Hernando Siles, La Paz Toeschouwers: 27.722 Scheidsrechter: Victor Hugo Rivera |
| 15 juni 2008 «onderlinge duels» 19:30 (UTC−4) |         | 28', 76' Gary Medel |       | Estadio Hernando Siles, La Paz Toeschouwers: 27.722 Scheidsrechter: Victor Hugo Rivera |

|                                               |                                           |       |          |                                                                                             |
| 15 juni 2008 «onderlinge duels» 15:00 (UTC−4) | Paraguay                                  | 2 – 0 | Brazilië | Estadio Defensores del Chaco, Asunción Toeschouwers: 38.000 Scheidsrechter: Jorge Larrionda |
| 15 juni 2008 «onderlinge duels» 15:00 (UTC−4) | Roque Santa Cruz 26' Salvador Cabañas 49' |       |          | Estadio Defensores del Chaco, Asunción Toeschouwers: 38.000 Scheidsrechter: Jorge Larrionda |

#### Speelronde 6
|                                               |                                                                         |       |      |                                                                                |
| 17 juni 2008 «onderlinge duels» 19:00 (UTC−3) | Uruguay                                                                 | 6 – 0 | Peru | Estadio Centenario, Montevideo Toeschouwers: 20.016 Scheidsrechter: Pablo Pozo |
| 17 juni 2008 «onderlinge duels» 19:00 (UTC−3) | Diego Forlán 8' 37' (pen.) 56' Carlos Bueno 61' 69' Sebastián Abreu 90' |       |      | Estadio Centenario, Montevideo Toeschouwers: 20.016 Scheidsrechter: Pablo Pozo |

|                                               |                                                              |       |                                        |                                                                                    |
| 18 juni 2008 «onderlinge duels» 16:10 (UTC−4) | Bolivia                                                      | 4 – 2 | Paraguay                               | Estadio Hernando Siles, La Paz Toeschouwers: 8.561 Scheidsrechter: Leonardo Gaciba |
| 18 juni 2008 «onderlinge duels» 16:10 (UTC−4) | Joaquín Botero 23', 70' Ronald Garcia 25' Marcelo Moreno 76' |       | 66' Roque Santa Cruz 82' Nelson Valdez | Estadio Hernando Siles, La Paz Toeschouwers: 8.561 Scheidsrechter: Leonardo Gaciba |

|                                               |          |       |            |                                                                          |
| 18 juni 2008 «onderlinge duels» 21:50 (UTC−3) | Brazilië | 0 – 0 | Argentinië | Mineirão, Belo Horizonte Toeschouwers: 65.000 Scheidsrechter: Óscar Ruiz |
| 18 juni 2008 «onderlinge duels» 21:50 (UTC−3) |          |       |            | Mineirão, Belo Horizonte Toeschouwers: 65.000 Scheidsrechter: Óscar Ruiz |

|                                               |         |       |          |                                                                                        |
| 18 juni 2008 «onderlinge duels» 17:00 (UTC−5) | Ecuador | 0 – 0 | Colombia | Estadio Olímpico Atahualpa, Quito Toeschouwers: 33.588 Scheidsrechter: Héctor Baldassi |
| 18 juni 2008 «onderlinge duels» 17:00 (UTC−5) |         |       |          | Estadio Olímpico Atahualpa, Quito Toeschouwers: 33.588 Scheidsrechter: Héctor Baldassi |

|                                                  |                                         |       |                                            | |
| 19 juni 2008 «onderlinge duels» 20:00 (UTC−4:30) | Venezuela                               | 2 – 3 | Chili                                      | Estadio José Antonio Anzoátegui, Puerto La Cruz Toeschouwers: 38.000 Scheidsrechter: Roberto Silvera |
| 19 juni 2008 «onderlinge duels» 20:00 (UTC−4:30) | Giancarlo Maldonado 59' Juan Arango 80' |       | 54' (pen.) Humberto Suazo 73' Gonzalo Jara | Estadio José Antonio Anzoátegui, Puerto La Cruz Toeschouwers: 38.000 Scheidsrechter: Roberto Silvera |

### Speelronde 7 t/m 10
In de zevende speelronde moest Paraguay zijn voorsprong van twee punten verdedigen tegen directe concurrent Argentinië, Paraguay kwam op voorsprong door een eigen doelpunt van Gabriel Heinze, Tevez ontving opnieuw een rode kaart en Argentinië werd gered door een gelijkmaker van invaller Sergio Aguero. Paraguay won daarna drie keer achterelkaar en verstevigde zijn koppositie ten opzichte van het wisselvallige Argentinië dat vlak voor tijd een voorsprong weggaf tegen hekkensluiter Peru, een overwinning op Uruguay boekte, maar op de tiende speeldag een dure nederlaag leed tegen Chili. Na de wedstrijd nam Alfio Basile ontslag vanwege persoonlijke redenen. Er was veel speculatie over zijn opvolging, maar zeer verrassend werd de onervaren en de ook niet bepaald evenwichtige voormalig voetbalster Diego Maradona zijn opvolger. Over zijn legende waren geen twijfels, wel of hij de juiste man was.
Ook Brazilië bleef wisselvallig presteren, de thuiswedstrijden tegen Bolivia en Colombia eindigden beiden in een doelpuntloos gelijkspel, terwijl eerder concurrent Chili in Santiago met ruime cijfers werd verslagen. Met nog acht wedstrijden te spelen kon Paraguay kwalificatie bijna niet meer ontgaan, de afstand met betrekking tot nummer vijf was tien punten. Paraguay was koploper met 23 punten, zeven meer dan Brazilië. Op de derde plaats stonden Argentinië en Chili met zestien punten, Uruguay en Ecuador zaten voorlopig in de wachtkamer met respectievelijk dertien en twaalf punten, Colombia had een beroerde serie achter de rug en zakte naar de zevende plaats. 

#### Speelronde 7
|                                                   |                   |       |                           |                                                                               |
| 6 september 2008 «onderlinge duels» 16:00 (UTC−3) | Argentinië        | 1 – 1 | Paraguay                  | El Monumental, Buenos Aires Toeschouwers: 46.250 Scheidsrechter: Carlos Simon |
| 6 september 2008 «onderlinge duels» 16:00 (UTC−3) | Sergio Agüero 61' |       | 13' (e.d.) Gabriel Heinze | El Monumental, Buenos Aires Toeschouwers: 46.250 Scheidsrechter: Carlos Simon |

|                                                   |          |                      |         |                                                                                |
| 6 september 2008 «onderlinge duels» 18:20 (UTC−5) | Colombia | 0 – 1                | Uruguay | Estadio El Campín, Bogota Toeschouwers: 35.024 Scheidsrechter: Leonardo Gaciba |
| 6 september 2008 «onderlinge duels» 18:20 (UTC−5) |          | 15' Sebastián Eguren |         | Estadio El Campín, Bogota Toeschouwers: 35.024 Scheidsrechter: Leonardo Gaciba |

|                                                   |                                                                  |       |                    |                                                                                   |
| 6 september 2008 «onderlinge duels» 16:10 (UTC−5) | Ecuador                                                          | 3 – 1 | Bolivia            | Estadio Olímpico Atahualpa, Quito Toeschouwers: 35.000 Scheidsrechter: Pablo Pozo |
| 6 september 2008 «onderlinge duels» 16:10 (UTC−5) | Felipe Caicedo 21' Edison Méndez 51' (pen.) Cristian Benítez 72' |       | 41' Joaquín Botero | Estadio Olímpico Atahualpa, Quito Toeschouwers: 35.000 Scheidsrechter: Pablo Pozo |

|                                                   |                |       |           |                                                                                   |
| 6 september 2008 «onderlinge duels» 20:30 (UTC−5) | Peru           | 1 – 0 | Venezuela | Estadio Monumental "U", Lima Toeschouwers: 25.500 Scheidsrechter: Óscar Maldonado |
| 6 september 2008 «onderlinge duels» 20:30 (UTC−5) | Piero Alva 39' |       |           | Estadio Monumental "U", Lima Toeschouwers: 25.500 Scheidsrechter: Óscar Maldonado |

|                                                   |       |                                   |          |                                                                               |
| 7 september 2008 «onderlinge duels» 21:00 (UTC−4) | Chili | 0 – 3                             | Brazilië | Estadio Nacional, Santiago Toeschouwers: 60.239 Scheidsrechter: Carlos Torres |
| 7 september 2008 «onderlinge duels» 21:00 (UTC−4) |       | 21', 83' Luís Fabiano 44' Robinho |          | Estadio Nacional, Santiago Toeschouwers: 60.239 Scheidsrechter: Carlos Torres |

#### Speelronde 8
|                                                   |                                         |       |           |                                                                                             |
| 9 september 2008 «onderlinge duels» 20:00 (UTC−4) | Paraguay                                | 2 – 0 | Venezuela | Estadio Defensores del Chaco, Asunción Toeschouwers: 31.867 Scheidsrechter: Héctor Baldassi |
| 9 september 2008 «onderlinge duels» 20:00 (UTC−4) | Cristian Riveros 28' Nelson Valdez 45+' |       |           | Estadio Defensores del Chaco, Asunción Toeschouwers: 31.867 Scheidsrechter: Héctor Baldassi |

|                                                    |          |       |         | |
| 10 september 2008 «onderlinge duels» 21:50 (UTC−5) | Brazilië | 0 – 0 | Bolivia | Estádio Olímpico João Havelange, Rio de Janeiro Toeschouwers: 31.422 Scheidsrechter: Alfredo Intriago |
| 10 september 2008 «onderlinge duels» 21:50 (UTC−5) |          |       |         | Estádio Olímpico João Havelange, Rio de Janeiro Toeschouwers: 31.422 Scheidsrechter: Alfredo Intriago |

|                                                    |                                                                             |       |          |                                                                                 |
| 10 september 2008 «onderlinge duels» 18:40 (UTC−4) | Chili                                                                       | 4 – 0 | Colombia | Estadio Nacional, Santiago Toeschouwers: 47.459 Scheidsrechter: Jorge Larrionda |
| 10 september 2008 «onderlinge duels» 18:40 (UTC−4) | Gonzalo Jara 27' Humberto Suazo 39' Ismael Fuentes 49' Matías Fernández 71' |       |          | Estadio Nacional, Santiago Toeschouwers: 47.459 Scheidsrechter: Jorge Larrionda |

|                                                    |                 |       |                       |                                                                                   |
| 10 september 2008 «onderlinge duels» 21:30 (UTC−5) | Peru            | 1 – 1 | Argentinië            | Estadio Monumental "U", Lima Toeschouwers: 40.000 Scheidsrechter: Carlos Amarilla |
| 10 september 2008 «onderlinge duels» 21:30 (UTC−5) | Johan Fano 90+' |       | 83' Esteban Cambiasso | Estadio Monumental "U", Lima Toeschouwers: 40.000 Scheidsrechter: Carlos Amarilla |

|                                                    |         |       |         |                                                                                |
| 10 september 2008 «onderlinge duels» 17:40 (UTC−3) | Uruguay | 0 – 0 | Ecuador | Estadio Centenario, Montevideo Toeschouwers: 45.000 Scheidsrechter: Óscar Ruiz |
| 10 september 2008 «onderlinge duels» 17:40 (UTC−3) |         |       |         | Estadio Centenario, Montevideo Toeschouwers: 45.000 Scheidsrechter: Óscar Ruiz |

#### Speelronde 9
|                                                  |                                   |       |                  |                                                                                |
| 11 oktober 2008 «onderlinge duels» 18:10 (UTC−3) | Argentinië                        | 2 – 1 | Uruguay          | El Monumental, Buenos Aires Toeschouwers: 42.421 Scheidsrechter: Carlos Torres |
| 11 oktober 2008 «onderlinge duels» 18:10 (UTC−3) | Lionel Messi 5' Sergio Agüero 12' |       | 39' Diego Lugano | El Monumental, Buenos Aires Toeschouwers: 42.421 Scheidsrechter: Carlos Torres |

|                                                  |                                          |       |      |                                                                                       |
| 11 oktober 2008 «onderlinge duels» 15:00 (UTC−4) | Bolivia                                  | 3 – 0 | Peru | Estadio Hernando Siles, La Paz Toeschouwers: 23.147 Scheidsrechter: Hernando Buitrago |
| 11 oktober 2008 «onderlinge duels» 15:00 (UTC−4) | Joaquín Botero 4', 16' Ronald Garcia 81' |       |      | Estadio Hernando Siles, La Paz Toeschouwers: 23.147 Scheidsrechter: Hernando Buitrago |

|                                                  |          |                     |          |                                                                             |
| 11 oktober 2008 «onderlinge duels» 18:20 (UTC−5) | Colombia | 0 – 1               | Paraguay | Estadio El Campín, Bogota Toeschouwers: 26.000 Scheidsrechter: Pablo Lunati |
| 11 oktober 2008 «onderlinge duels» 18:20 (UTC−5) |          | 9' Salvador Cabañas |          | Estadio El Campín, Bogota Toeschouwers: 26.000 Scheidsrechter: Pablo Lunati |

|                                                  |                      |       |       |                                                                                       |
| 12 oktober 2008 «onderlinge duels» 16:55 (UTC−5) | Ecuador              | 1 – 0 | Chili | Estadio Olímpico Atahualpa, Quito Toeschouwers: 33.079 Scheidsrechter: Martín Vásquez |
| 12 oktober 2008 «onderlinge duels» 16:55 (UTC−5) | Cristian Benítez 70' |       |       | Estadio Olímpico Atahualpa, Quito Toeschouwers: 33.079 Scheidsrechter: Martín Vásquez |

|                                                     |           |                                     |          | |
| 12 oktober 2008 «onderlinge duels» 15:30 (UTC−4:30) | Venezuela | 0 – 4                               | Brazilië | Estadio Polideportivo de Pueblo Nuevo, San Cristóbal Toeschouwers: 38.000 Scheidsrechter: Victor Hugo Rivera |
| 12 oktober 2008 «onderlinge duels» 15:30 (UTC−4:30) |           | 5' Kaká 9', 66' Robinho 19' Adriano |          | Estadio Polideportivo de Pueblo Nuevo, San Cristóbal Toeschouwers: 38.000 Scheidsrechter: Victor Hugo Rivera |

#### Speelronde 10
|                                                  |                        |       |                                      |                                                                                     |
| 14 oktober 2008 «onderlinge duels» 16:00 (UTC−4) | Bolivia                | 2 – 2 | Uruguay                              | Estadio Hernando Siles, La Paz Toeschouwers: 21.075 Scheidsrechter: Héctor Baldassi |
| 14 oktober 2008 «onderlinge duels» 16:00 (UTC−4) | Marcelo Moreno 15' 42' |       | 63' Carlos Bueno 88' Sebastián Abreu | Estadio Hernando Siles, La Paz Toeschouwers: 21.075 Scheidsrechter: Héctor Baldassi |

|                                                  |                     |       |            |                                                                            |
| 15 oktober 2008 «onderlinge duels» 20:15 (UTC−3) | Chili               | 1 – 0 | Argentinië | Estadio Nacional, Santiago Toeschouwers: 65.000 Scheidsrechter: Óscar Ruiz |
| 15 oktober 2008 «onderlinge duels» 20:15 (UTC−3) | Fabián Orellana 35' |       |            | Estadio Nacional, Santiago Toeschouwers: 65.000 Scheidsrechter: Óscar Ruiz |

|                                                  |          |       |          |                                                                            |
| 15 oktober 2008 «onderlinge duels» 22:00 (UTC−3) | Brazilië | 0 – 0 | Colombia | Maracanã, Rio de Janeiro Toeschouwers: 54.910 Scheidsrechter: Rubén Selman |
| 15 oktober 2008 «onderlinge duels» 22:00 (UTC−3) |          |       |          | Maracanã, Rio de Janeiro Toeschouwers: 54.910 Scheidsrechter: Rubén Selman |

|                                                     |                                                                       |       |                               |                                                                                            |
| 15 oktober 2008 «onderlinge duels» 20:30 (UTC−4:30) | Venezuela                                                             | 3 – 1 | Ecuador                       | José Antonio Anzoátegui, Puerto La Cruz Toeschouwers: 10.581 Scheidsrechter: Enrique Osses |
| 15 oktober 2008 «onderlinge duels» 20:30 (UTC−4:30) | Giancarlo Maldonado 48' Alejandro Moreno 57' Juan Fernando Arango 67' |       | 11' Isaac Bryan Mina Arboleda | José Antonio Anzoátegui, Puerto La Cruz Toeschouwers: 10.581 Scheidsrechter: Enrique Osses |

|                                                  |                      |       |      |                                                                                             |
| 15 oktober 2008 «onderlinge duels» 17:10 (UTC−4) | Paraguay             | 1 – 0 | Peru | Estadio Defensores del Chaco, Asuncion Toeschouwers: 31.545 Scheidsrechter: Sálvio Fagundes |
| 15 oktober 2008 «onderlinge duels» 17:10 (UTC−4) | Cristian Benítez 82' |       |      | Estadio Defensores del Chaco, Asuncion Toeschouwers: 31.545 Scheidsrechter: Sálvio Fagundes |

### Speelronde 11 t/m 14
Maradona verbaasde met de eerste selectie, waarin hij Riquelme passeerde, samen met Messi de meest getalenteerde speler. Maradona zou hem niet meer selecteren en na een hoog moddergooien tussen speler en trainer verklaarde Riquelme niet meer voor Argentinië te  spelen zolang Maradona bondscoach was. Maradona begon met een 4-0 zege op Venezuela, maar leed een dagen later een beschamende nederlaag tegen het laag geplaatste Bolivia, 6-1. Argentinië probeerde tevergeefs te voorkomen dat de wedstrijd in het hoog gelegen La Paz werd gespeeld, de wedstrijd werd daar toch gespeeld met desastreuze gevolgen.  Het was een evenaring van  de zwaarste nederlaag van Argentinië in WK-wedstrijden sinds 1958 (WK Zweden, Tsjechoslowakije, 6-1). Na een gelukkige overwinning op Colombia leed Argentinië opnieuw een zware nederlaag op grote hoogten: 2-0 tegen het opkomende Ecuador.
Brazilië vond wel de weg naar de top terug, na een 1-1 gelijkspel tegen Ecuador werden Peru en Uruguay met overtuigende cijfers verslagen. Aangezien Paraguay slechts één punt haalde in drie wedstrijden kwamen de landen gelijk aan kop voor het onderlinge duel. Brazilië won met 1-0 en nam een voorsprong van respectievelijk één en drie punten op Chili en Paraguay. Ook Chili was aan een sterke serie bezig (tien punten uit vier wedstrijden), hoogtepunt was een 0-2 zege in en tegen Paraguay. Argentinië stond op de cruciale vierde plaats, maar door de overwinning op Argentinië verkleinde Ecuador de achterstand tot twee punten. 

#### Speelronde 11
|                                                |                                                       |       |         |                                                                                 |
| 28 maart 2009 «onderlinge duels» 19:30 (UTC−5) | Colombia                                              | 2 – 0 | Bolivia | Estadio El Campín, Bogota Toeschouwers: 22.044 Scheidsrechter: Alfredo Intriago |
| 28 maart 2009 «onderlinge duels» 19:30 (UTC−5) | Macnelly Torres 27' Wason Libardo Cuesta Renteria 88' |       |         | Estadio El Campín, Bogota Toeschouwers: 22.044 Scheidsrechter: Alfredo Intriago |

|                                                |                                   |       |          |                                                                                  |
| 28 maart 2009 «onderlinge duels» 17:00 (UTC−3) | Uruguay                           | 2 – 0 | Paraguay | Estadio Centenario, Montevideo Toeschouwers: 45.000 Scheidsrechter: Carlos Simon |
| 28 maart 2009 «onderlinge duels» 17:00 (UTC−3) | Diego Forlán 29' Diego Lugano 57' |       |          | Estadio Centenario, Montevideo Toeschouwers: 45.000 Scheidsrechter: Carlos Simon |

|                                                |                                                                                |       |           |                                                                                     |
| 28 maart 2009 «onderlinge duels» 19:15 (UTC−3) | Argentinië                                                                     | 4 – 0 | Venezuela | El Monumental, Buenos Aires Toeschouwers: 46.085 Scheidsrechter: Victor Hugo Rivera |
| 28 maart 2009 «onderlinge duels» 19:15 (UTC−3) | Lionel Messi 26' Carlos Alberto Tevez 47' Maxi Rodríguez 52' Sergio Agüero 73' |       |           | El Monumental, Buenos Aires Toeschouwers: 46.085 Scheidsrechter: Victor Hugo Rivera |

|                                                |                     |       |                    |                                                                                       |
| 29 maart 2009 «onderlinge duels» 16:00 (UTC−5) | Ecuador             | 1 – 1 | Brazilië           | Estadio Olímpico Atahualpa, Quito Toeschouwers: 40.000 Scheidsrechter: Carlos Chandía |
| 29 maart 2009 «onderlinge duels» 16:00 (UTC−5) | Christian Noboa 89' |       | 72' Júlio Baptista | Estadio Olímpico Atahualpa, Quito Toeschouwers: 40.000 Scheidsrechter: Carlos Chandía |

|                                                |                |       |                                                                  |                                                                                   |
| 29 maart 2009 «onderlinge duels» 18:15 (UTC−5) | Peru           | 1 – 3 | Chili                                                            | Estadio Monumental "U", Lima Toeschouwers: 48.700 Scheidsrechter: Carlos Amarilla |
| 29 maart 2009 «onderlinge duels» 18:15 (UTC−5) | Johan Fano 34' |       | 2' Alexis Sánchez 32' (pen.) Humberto Suazo 70' Matías Fernández | Estadio Monumental "U", Lima Toeschouwers: 48.700 Scheidsrechter: Carlos Amarilla |

#### Speelronde 12
|                                                   |                                   |       |          |                                                                                        |
| 31 maart 2009 «onderlinge duels» 20:00 (UTC−4:30) | Venezuela                         | 2 – 0 | Colombia | Polideportivo Cachamay, Ciudad Guayana Toeschouwers: 35.000 Scheidsrechter: Pablo Pozo |
| 31 maart 2009 «onderlinge duels» 20:00 (UTC−4:30) | Nicolas Fedor 77' Juan Arango 81' |       |          | Polideportivo Cachamay, Ciudad Guayana Toeschouwers: 35.000 Scheidsrechter: Pablo Pozo |

|                                               |                                                                                                |       |                    |                                                                                    |
| 1 april 2009 «onderlinge duels» 15:30 (UTC−4) | Bolivia                                                                                        | 6 – 1 | Argentinië         | Estadio Hernando Siles, La Paz Toeschouwers: 30.487 Scheidsrechter: Martín Vázquez |
| 1 april 2009 «onderlinge duels» 15:30 (UTC−4) | Marcelo Moreno 11' Joaquín Botero 33' (pen.) 54' 65' Alex Rodrigo Da Rosa 45' Didi Torrico 86' |       | 24' Lucho González | Estadio Hernando Siles, La Paz Toeschouwers: 30.487 Scheidsrechter: Martín Vázquez |

|                                               |                     |       |                      |                                                                                      |
| 1 april 2009 «onderlinge duels» 16:20 (UTC−5) | Ecuador             | 1 – 1 | Paraguay             | Estadio Olímpico Atahualpa, Quito Toeschouwers: 36.853 Scheidsrechter: Wilmar Roldán |
| 1 april 2009 «onderlinge duels» 16:20 (UTC−5) | Christian Noboa 63' |       | 90' Cristian Benítez | Estadio Olímpico Atahualpa, Quito Toeschouwers: 36.853 Scheidsrechter: Wilmar Roldán |

|                                               |                                             |       |      |                                                                                      |
| 1 april 2009 «onderlinge duels» 22:10 (UTC−3) | Brazilië                                    | 3 – 0 | Peru | Estádio Beira-Rio, Porto Alegre Toeschouwers: Sergio Pezzotta Scheidsrechter: 55.000 |
| 1 april 2009 «onderlinge duels» 22:10 (UTC−3) | Luís Fabiano 18' (pen.) 27' Felipe Melo 65' |       |      | Estádio Beira-Rio, Porto Alegre Toeschouwers: Sergio Pezzotta Scheidsrechter: 55.000 |

|                                               |       |       |         |                                                                                 |
| 1 april 2009 «onderlinge duels» 19:10 (UTC−4) | Chili | 0 – 0 | Uruguay | Estadio Nacional, Santiago Toeschouwers: 55.000 Scheidsrechter: Héctor Baldassi |
| 1 april 2009 «onderlinge duels» 19:10 (UTC−4) |       |       |         | Estadio Nacional, Santiago Toeschouwers: 55.000 Scheidsrechter: Héctor Baldassi |

#### Speelronde 13
|                                              |         |                                                            |          |                                                                                  |
| 6 juni 2009 «onderlinge duels» 16:00 (UTC−3) | Uruguay | 0 – 4                                                      | Brazilië | Estadio Centenario, Montevideo Toeschouwers: 52.000 Scheidsrechter: Saúl Laverni |
| 6 juni 2009 «onderlinge duels» 16:00 (UTC−3) |         | 12' Daniel Alves 36' Juan 52' Luís Fabiano 75' (pen.) Kaka |          | Estadio Centenario, Montevideo Toeschouwers: 52.000 Scheidsrechter: Saúl Laverni |

|                                              |          |                                         |       |                                                                                             |
| 6 juni 2009 «onderlinge duels» 19:10 (UTC−4) | Paraguay | 0 – 2                                   | Chili | Estadio Defensores del Chaco, Asuncion Toeschouwers: 34.000 Scheidsrechter: Sergio Pezzotta |
| 6 juni 2009 «onderlinge duels» 19:10 (UTC−4) |          | 13' Matías Fernández 51' Humberto Suazo |       | Estadio Defensores del Chaco, Asuncion Toeschouwers: 34.000 Scheidsrechter: Sergio Pezzotta |

|                                              |                      |       |          |                                                                              |
| 6 juni 2009 «onderlinge duels» 18:00 (UTC−3) | Argentinië           | 1 – 0 | Colombia | El Monumental, Buenos Aires Toeschouwers: 55.000 Scheidsrechter: René Ortubé |
| 6 juni 2009 «onderlinge duels» 18:00 (UTC−3) | Daniel Cata Diaz 56' |       |          | El Monumental, Buenos Aires Toeschouwers: 55.000 Scheidsrechter: René Ortubé |

|                                              |         |                          |           |                                                                                 |
| 6 juni 2009 «onderlinge duels» 16:50 (UTC−4) | Bolivia | 0 – 1                    | Venezuela | Estadio Hernando Siles, La Paz Toeschouwers: 23.427 Scheidsrechter: Carlos Vera |
| 6 juni 2009 «onderlinge duels» 16:50 (UTC−4) |         | 33' (e.d.) Ronald Rivero |           | Estadio Hernando Siles, La Paz Toeschouwers: 23.427 Scheidsrechter: Carlos Vera |

|                                              |                 |       |                                                       |                                                                                 |
| 7 juni 2009 «onderlinge duels» 15:30 (UTC−5) | Peru            | 1 – 2 | Ecuador                                               | Estadio Monumental "U", Lima Toeschouwers: 17.050 Scheidsrechter: Carlos Torres |
| 7 juni 2009 «onderlinge duels» 15:30 (UTC−5) | Juan Vargas 52' |       | 38' Jefferson Antonio Montero Vite 59' Carlos Tenorio | Estadio Monumental "U", Lima Toeschouwers: 17.050 Scheidsrechter: Carlos Torres |

#### Speelronde 14
|                                               |                                     |       |            |                                                                                       |
| 10 juni 2009 «onderlinge duels» 16:00 (UTC−5) | Ecuador                             | 2 – 0 | Argentinië | Estadio Olímpico Atahualpa, Quito Toeschouwers: 36.359 Scheidsrechter: Carlos Chandía |
| 10 juni 2009 «onderlinge duels» 16:00 (UTC−5) | Walter Ajoví 72' Pablo Palacios 83' |       |            | Estadio Olímpico Atahualpa, Quito Toeschouwers: 36.359 Scheidsrechter: Carlos Chandía |

|                                               |                                                              |       |         |                                                                                 |
| 10 juni 2009 «onderlinge duels» 21:00 (UTC−4) | Chili                                                        | 4 – 0 | Bolivia | Estadio Nacional, Santiago Toeschouwers: 60.214 Scheidsrechter: Roberto Silvera |
| 10 juni 2009 «onderlinge duels» 21:00 (UTC−4) | Jean Beausejour 44' Marco Estrada 74' Alexis Sánchez 78' 90' |       |         | Estadio Nacional, Santiago Toeschouwers: 60.214 Scheidsrechter: Roberto Silvera |

|                                               |                        |       |                      |                                                                           |
| 10 juni 2009 «onderlinge duels» 21:50 (UTC−3) | Brazilië               | 2 – 1 | Paraguay             | Estádio do Arruda, Recife Toeschouwers: 56.682 Scheidsrechter: Óscar Ruiz |
| 10 juni 2009 «onderlinge duels» 21:50 (UTC−3) | Robinho 40' Nilmar 49' |       | 25' Salvador Cabañas | Estádio do Arruda, Recife Toeschouwers: 56.682 Scheidsrechter: Óscar Ruiz |

|                                               |                           |       |      |                                                                                       |
| 10 juni 2009 «onderlinge duels» 18:00 (UTC−5) | Colombia                  | 1 – 0 | Peru | Estadio Atanasio Girardot, Medellín Toeschouwers: 32.300 Scheidsrechter: Carlos Simon |
| 10 juni 2009 «onderlinge duels» 18:00 (UTC−5) | Garcia Radamel Falcao 25' |       |      | Estadio Atanasio Girardot, Medellín Toeschouwers: 32.300 Scheidsrechter: Carlos Simon |

|                                                  |                                            |       |                                  |                                                                                             |
| 10 juni 2009 «onderlinge duels» 20:30 (UTC−4:30) | Venezuela                                  | 2 – 2 | Uruguay                          | Polideportivo Cachamay, Ciudad Guayana Toeschouwers: 37.000 Scheidsrechter: Sálvio Fagundes |
| 10 juni 2009 «onderlinge duels» 20:30 (UTC−4:30) | Giancarlo Maldonado 9' Jose Manuel Rey 75' |       | 60' Luis Suárez 72' Diego Forlán | Polideportivo Cachamay, Ciudad Guayana Toeschouwers: 37.000 Scheidsrechter: Sálvio Fagundes |

### Speelronde 15 t/m 18

#### Speelronde 15
De ploeg van Diego Maradona leed opnieuw een nederlaag, nu thuis met 1-3 van aartsrivaal Brazilië, dat zich plaatste voor het WK. Argentinië maakte weer een hulpeloze indruk, maar had geluk dat de concurrenten om de vierde plaats ook verloren: Ecuador van Colombia en Uruguay van Peru. Paraguay won met 1-0 van Bolivia, Chili speelde gelijk tegen het goed presterende Venezuela en hadden beiden zeven punten voorsprong op nummer vijf in het klassement met nog drie wedstrijden te spelen.  
|                                                   |                      |       |         |                                                                                             |
| 5 september 2009 «onderlinge duels» 18:30 (UTC−4) | Paraguay             | 1 – 0 | Bolivia | Estadio Defensores del Chaco, Asuncion Toeschouwers: 25.094 Scheidsrechter: Víctor Carrillo |
| 5 september 2009 «onderlinge duels» 18:30 (UTC−4) | Salvador Cabañas 45' |       |         | Estadio Defensores del Chaco, Asuncion Toeschouwers: 25.094 Scheidsrechter: Víctor Carrillo |

|                                                   |                  |       |                                  |                                                                                      |
| 5 september 2009 «onderlinge duels» 21:30 (UTC−3) | Argentinië       | 1 – 3 | Brazilië                         | Estadio Gigante de Arroyito, Rosario Toeschouwers: 37.000 Scheidsrechter: Óscar Ruiz |
| 5 september 2009 «onderlinge duels» 21:30 (UTC−3) | Jesús Dátolo 65' |       | 24' Luisão 31', 68' Luís Fabiano | Estadio Gigante de Arroyito, Rosario Toeschouwers: 37.000 Scheidsrechter: Óscar Ruiz |

|                                                   |                                                              |       |         |                                                      |
| 5 september 2009 «onderlinge duels» 15:30 (UTC−5) | Colombia                                                     | 2 – 0 | Ecuador | Toeschouwers: 42.000 Scheidsrechter: Sergio Pezzotta |
| 5 september 2009 «onderlinge duels» 15:30 (UTC−5) | Jackson Martínez 82' Teofilo Antonio Gutierrez Roncancio 90' |       |         | Toeschouwers: 42.000 Scheidsrechter: Sergio Pezzotta |

|                                                   |                    |       |         |                                                                                  |
| 5 september 2009 «onderlinge duels» 15:30 (UTC−5) | Peru               | 1 – 0 | Uruguay | Estadio Monumental "U", Lima Toeschouwers: 15.000 Scheidsrechter: Carlos Chandía |
| 5 september 2009 «onderlinge duels» 15:30 (UTC−5) | Hernan Rengifo 86' |       |         | Estadio Monumental "U", Lima Toeschouwers: 15.000 Scheidsrechter: Carlos Chandía |

|                                                   |                                     |       |                                             |                                                                                              |
| 5 september 2009 «onderlinge duels» 21:30 (UTC−4) | Chili                               | 2 – 2 | Venezuela                                   | Estadio Monumental David Arellano, Santiago Toeschouwers: 44.000 Scheidsrechter: René Ortubé |
| 5 september 2009 «onderlinge duels» 21:30 (UTC−4) | Arturo Vidal 10' Rodrigo Millar 52' |       | 33' Giancarlo Maldonado 45' Jose Manuel Rey | Estadio Monumental David Arellano, Santiago Toeschouwers: 44.000 Scheidsrechter: René Ortubé |

#### Speelronde 16
In zijn zesde kwalificatie-wedstrijd leed Maradona zijn vierde nederlaag, met 1-0 plaatste Paraguay zich voor het WK. Chili moest nog even in de wachtkamer zitten na een 4-1 nederlaag tegen het al geplaatste Brazilië, de voorsprong was vier punten op nummer vier. De nummer vier was na de 16e speeldag Ecuador dat de lastige, op hoge hoogten gespeelde uitwedstrijd van Bolivia won: 1-3. Argentinië zakte na de vijfde plaats met één punt achterstand en kwam nadrukkelijk in de gevarenzone terecht, de druk op Maradona was groot. Op de zesde plaats stonden Uruguay en het verrassende Venezuela met één punt achterstand op Argentinië.
|                                                   |                   |       |            |                                                                                             |
| 9 september 2009 «onderlinge duels» 19:00 (UTC−4) | Paraguay          | 1 – 0 | Argentinië | Estadio Defensores del Chaco, Asuncion Toeschouwers: 38.000 Scheidsrechter: Sálvio Fagundes |
| 9 september 2009 «onderlinge duels» 19:00 (UTC−4) | Nelson Valdez 27' |       |            | Estadio Defensores del Chaco, Asuncion Toeschouwers: 38.000 Scheidsrechter: Sálvio Fagundes |

|                                                   |                                         |       |                           | |
| 9 september 2009 «onderlinge duels» 22:15 (UTC−3) | Brazilië                                | 4 – 2 | Chili                     | Estádio Metropolitano Roberto Santos, Salvador Toeschouwers: 30.000 Scheidsrechter: Jorge Larrionda |
| 9 september 2009 «onderlinge duels» 22:15 (UTC−3) | Nilmar 31', 74', 76' Júlio Baptista 40' |       | 45' (pen.) Humberto Suazo | Estádio Metropolitano Roberto Santos, Salvador Toeschouwers: 30.000 Scheidsrechter: Jorge Larrionda |

|                                                   |                                                       |       |                      |                                                                                   |
| 9 september 2009 «onderlinge duels» 18:00 (UTC−3) | Uruguay                                               | 3 – 1 | Colombia             | Estadio Centenario, Montevideo Toeschouwers: 30.000 Scheidsrechter: Carlos Torres |
| 9 september 2009 «onderlinge duels» 18:00 (UTC−3) | Luis Suárez 6' Andrés Scotti 77' Sebastián Eguren 88' |       | 64' Jackson Martínez | Estadio Centenario, Montevideo Toeschouwers: 30.000 Scheidsrechter: Carlos Torres |

|                                                   |                       |       |                                                            |                                                                                     |
| 9 september 2009 «onderlinge duels» 14:00 (UTC−4) | Bolivia               | 1 – 3 | Ecuador                                                    | Estadio Hernando Siles, La Paz Toeschouwers: 10.200 Scheidsrechter: Héctor Baldassi |
| 9 september 2009 «onderlinge duels» 14:00 (UTC−4) | Gerardo Yecerotte 85' |       | 4' Edison Méndez 46' Antonio Valencia 66' Cristian Benítez | Estadio Hernando Siles, La Paz Toeschouwers: 10.200 Scheidsrechter: Héctor Baldassi |

|                                                      |                                          |       |                           |                                                                                                  |
| 9 september 2009 «onderlinge duels» 20:30 (UTC−4:30) | Venezuela                                | 3 – 1 | Peru                      | Estadio José Antonio Anzoátegui, Puerto La Cruz Toeschouwers: 31.703 Scheidsrechter: Carlos Vera |
| 9 september 2009 «onderlinge duels» 20:30 (UTC−4:30) | Nicolas Fedor 32', 52' Ronald Vargas 70' |       | 41' (e.d.) Juan Fuenmayor | Estadio José Antonio Anzoátegui, Puerto La Cruz Toeschouwers: 31.703 Scheidsrechter: Carlos Vera |

### Speelronde 17
Chili was het derde land dat zich plaatste voor het WK, het won met 2-4 van Venezuela. Ecuador was ook hard op weg zich te plaatsen, het kwam in de 67e minuut tegen naaste concurrent Uruguay met 1-0 voor door een doelpunt van de bij Manchester United spelende Antonio Valencia, maar na de gelijkmaker van de bij Ajax spelende Luis Suárez scoorde Diego Forlán in de slotminuut de winnende treffer. Argentinië worstelde weer met zichzelf, tegen nummer laatst Peru verspeelde het land een 1-0 voorsprong in de blessure-tijd, maar de 36-jarige aanvaller Martín Palermo scoorde vlak daarna de winnende treffer. Van dolle vreugde maakte Maradonna in de stromende regen een buikschuiver van jewelste. Voor de laatste speeldag had Argentinië een voorsprong van één punt op Uruguay, beide landen zouden elkaar ontmoeten in Montevideo. Ecuador zat voorlopig in de wachtkamer met drie punten achterstand, Venezuela en Colombia waren uitgeschakeld.
|                                                  |                                             |       |                                                                           |                                                                                      |
| 10 oktober 2009 «onderlinge duels» 17:00 (UTC−5) | Colombia                                    | 2 – 4 | Chili                                                                     | Estadio Atanasio Girardot, Medellín Toeschouwers: 18.000 Scheidsrechter: René Ortubé |
| 10 oktober 2009 «onderlinge duels» 17:00 (UTC−5) | Arturo Vidal 13' Giovanni Andres Moreno 63' |       | 35' Waldo Ponce 36' Humberto Suazo 72' Jorge Valdivia 79' Fabián Orellana | Estadio Atanasio Girardot, Medellín Toeschouwers: 18.000 Scheidsrechter: René Ortubé |

|                                                     |                      |       |                                        |                                                                                            |
| 10 oktober 2009 «onderlinge duels» 17:30 (UTC−4:30) | Venezuela            | 1 – 2 | Paraguay                               | Polideportivo Cachamay, Ciudad Guayana Toeschouwers: 41.680 Scheidsrechter: Carlos Chandía |
| 10 oktober 2009 «onderlinge duels» 17:30 (UTC−4:30) | Alexander Rondon 86' |       | 56' Salvador Cabañas 80' Óscar Cardozo | Polideportivo Cachamay, Ciudad Guayana Toeschouwers: 41.680 Scheidsrechter: Carlos Chandía |

|                                                  |                                        |       |                    |                                                                              |
| 10 oktober 2009 «onderlinge duels» 18:30 (UTC−3) | Argentinië                             | 2 – 1 | Peru               | El Monumental, Buenos Aires Toeschouwers: 38.019 Scheidsrechter: René Ortubé |
| 10 oktober 2009 «onderlinge duels» 18:30 (UTC−3) | Gonzalo Higuaín 48' Martín Palermo 90' |       | 90' Hernan Rengifo | El Monumental, Buenos Aires Toeschouwers: 38.019 Scheidsrechter: René Ortubé |

|                                                  |                      |       |                                  |                                                                                        |
| 10 oktober 2009 «onderlinge duels» 17:00 (UTC−5) | Ecuador              | 1 – 2 | Uruguay                          | Estadio Olímpico Atahualpa, Quito Toeschouwers: 42.700 Scheidsrechter: Salvio Fagundes |
| 10 oktober 2009 «onderlinge duels» 17:00 (UTC−5) | Antonio Valencia 67' |       | 69' Luis Suárez 90' Diego Forlán | Estadio Olímpico Atahualpa, Quito Toeschouwers: 42.700 Scheidsrechter: Salvio Fagundes |

|                                                  |                                               |       |            |                                                                                |
| 11 oktober 2009 «onderlinge duels» 16:00 (UTC−4) | Bolivia                                       | 2 – 1 | Brazilië   | Estadio Hernando Siles, La Paz Toeschouwers: 16.557 Scheidsrechter: Pablo Pozo |
| 11 oktober 2009 «onderlinge duels» 16:00 (UTC−4) | Edgar Rolando Olivares 10' Marcelo Moreno 31' |       | 70' Nilmar | Estadio Hernando Siles, La Paz Toeschouwers: 16.557 Scheidsrechter: Pablo Pozo |

### Speelronde 18
In de beslissende wedstrijd tegen Uruguay rammelde Argentinië zoals in de laatste wedstrijden, Uruguay miste veel kansen. De wedstrijd was ook volgens Zuid Amerikaans recept knetterhard, Argentinië hield veel tegen met de botte bijl. Bij een tegenstoot verloor Uruguay een speler met een rode kaart, Argentinië kreeg wat meer greep op de wedstrijd en scoorde in de 82e minuut via de centrale verdediger Mario Bolatti. Maradona baarde weer eens opzien door beledigende opmerkingen tegen journalisten. Opvallend was de schamele bijdrage voor Lionel Messi dit WK, hij scoorde slechts drie doelpunten in de kwalificatie-reeks. Argentinië plaatste zich ondanks zes nederlagen alsnog voor het WK, Uruguay behield de vijfde plaats door een 1-0 nederlaag van Ecuador tegen Chili en moest in de play-offs spelen tegen Costa Rica. 
|                                                  |         |                   |            |                                                                                     |
| 14 oktober 2009 «onderlinge duels» 19:00 (UTC−2) | Uruguay | 0 – 1             | Argentinië | Estadio Centenario, Montevideo Toeschouwers: 60.000 Scheidsrechter: Carlos Amarilla |
| 14 oktober 2009 «onderlinge duels» 19:00 (UTC−2) |         | 84' Mario Bolatti |            | Estadio Centenario, Montevideo Toeschouwers: 60.000 Scheidsrechter: Carlos Amarilla |

|                                                  |                |       |         |                                                                                  |
| 14 oktober 2009 «onderlinge duels» 15:00 (UTC−5) | Peru           | 1 – 0 | Bolivia | Estadio Alejandro Villanueva, Lima Toeschouwers: 4.373 Scheidsrechter: Juan Soto |
| 14 oktober 2009 «onderlinge duels» 15:00 (UTC−5) | Johan Fano 54' |       |         | Estadio Alejandro Villanueva, Lima Toeschouwers: 4.373 Scheidsrechter: Juan Soto |

|                                                  |          |                                     |          | |
| 14 oktober 2009 «onderlinge duels» 20:00 (UTC−4) | Paraguay | 0 – 2                               | Colombia | Estadio Defensores del Chaco, Asuncion Toeschouwers: 17.503 Scheidsrechter: Paulo César de Oliveira |
| 14 oktober 2009 «onderlinge duels» 20:00 (UTC−4) |          | 62' Adrián Ramos 81' Hugo Rodallega |          | Estadio Defensores del Chaco, Asuncion Toeschouwers: 17.503 Scheidsrechter: Paulo César de Oliveira |

|                                                  |                    |       |         |                                                                                                |
| 14 oktober 2009 «onderlinge duels» 19:00 (UTC−3) | Chili              | 1 – 0 | Ecuador | Estadio Monumental David Arellano, Santiago Toeschouwers: 47.000 Scheidsrechter: Carlos Torres |
| 14 oktober 2009 «onderlinge duels» 19:00 (UTC−3) | Humberto Suazo 53' |       |         | Estadio Monumental David Arellano, Santiago Toeschouwers: 47.000 Scheidsrechter: Carlos Torres |

|                                                  |          |       |           |                                                                            |
| 14 oktober 2009 «onderlinge duels» 18:00 (UTC−4) | Brazilië | 0 – 0 | Venezuela | Morenão, Campo Grande Toeschouwers: 23.746 Scheidsrechter: Víctor Carrillo |
| 14 oktober 2009 «onderlinge duels» 18:00 (UTC−4) |          |       |           | Morenão, Campo Grande Toeschouwers: 23.746 Scheidsrechter: Víctor Carrillo |

## Intercontinentale play-off
Uruguay eindigde voor de derde achtereenvolgende keer als vijfde in de Zuid-Amerikaanse groep, de vorige keren was Australië steeds de tegenstander. Costa Rica miste directe plaatsing door een gelijkmaker in de laatste minuut van de blessure-tijd. In de eerste wedstrijd won Uruguay de uitwedstrijd door een doelpunt van verdediger Diego Lugano in de 21e minuut. Costa Rica was niet in staat iets terug te doen tegen het defensief sterke Uruguay, ging steeds harder spelen en raakte Randall Azofeifa kwijt met een tweede gele kaart.In de thuiswedstrijd kwam Uruguay eerst op een 1-0 voorsprong door een doelpunt van Sebastián Abreu bijgenaamd "El Loco", maar ondanks een gelijkmaker was Costa Rica niet in de staat de defensie van Uruguay te verontrusten. 
|                                                   |            |            |         | |
| 14 november 2009 «onderlinge duels» 20:00 (UTC−6) | Costa Rica | 0 – 1      | Uruguay | Estadio Ricardo Saprissa, San José Toeschouwers: 19.500 Scheidsrechter: Alberto Undiano Mallenco (Spanje) |
| 14 november 2009 «onderlinge duels» 20:00 (UTC−6) |            | 21' Lugano |         | Estadio Ricardo Saprissa, San José Toeschouwers: 19.500 Scheidsrechter: Alberto Undiano Mallenco (Spanje) |

|                                                   |           |       |             |                                                                                                   |
| 18 november 2009 «onderlinge duels» 21:00 (UTC−2) | Uruguay   | 1 – 1 | Costa Rica  | Estadio Centenario, Montevideo Toeschouwers: 55.000 Scheidsrechter: Massimo Busacca (Zwitserland) |
| 18 november 2009 «onderlinge duels» 21:00 (UTC−2) | Abreu 70' |       | 74' Centeno | Estadio Centenario, Montevideo Toeschouwers: 55.000 Scheidsrechter: Massimo Busacca (Zwitserland) |

Uruguay wint met 2–1 over twee wedstrijden en plaatst zich voor het WK voetbal 2010.